# René Pechère

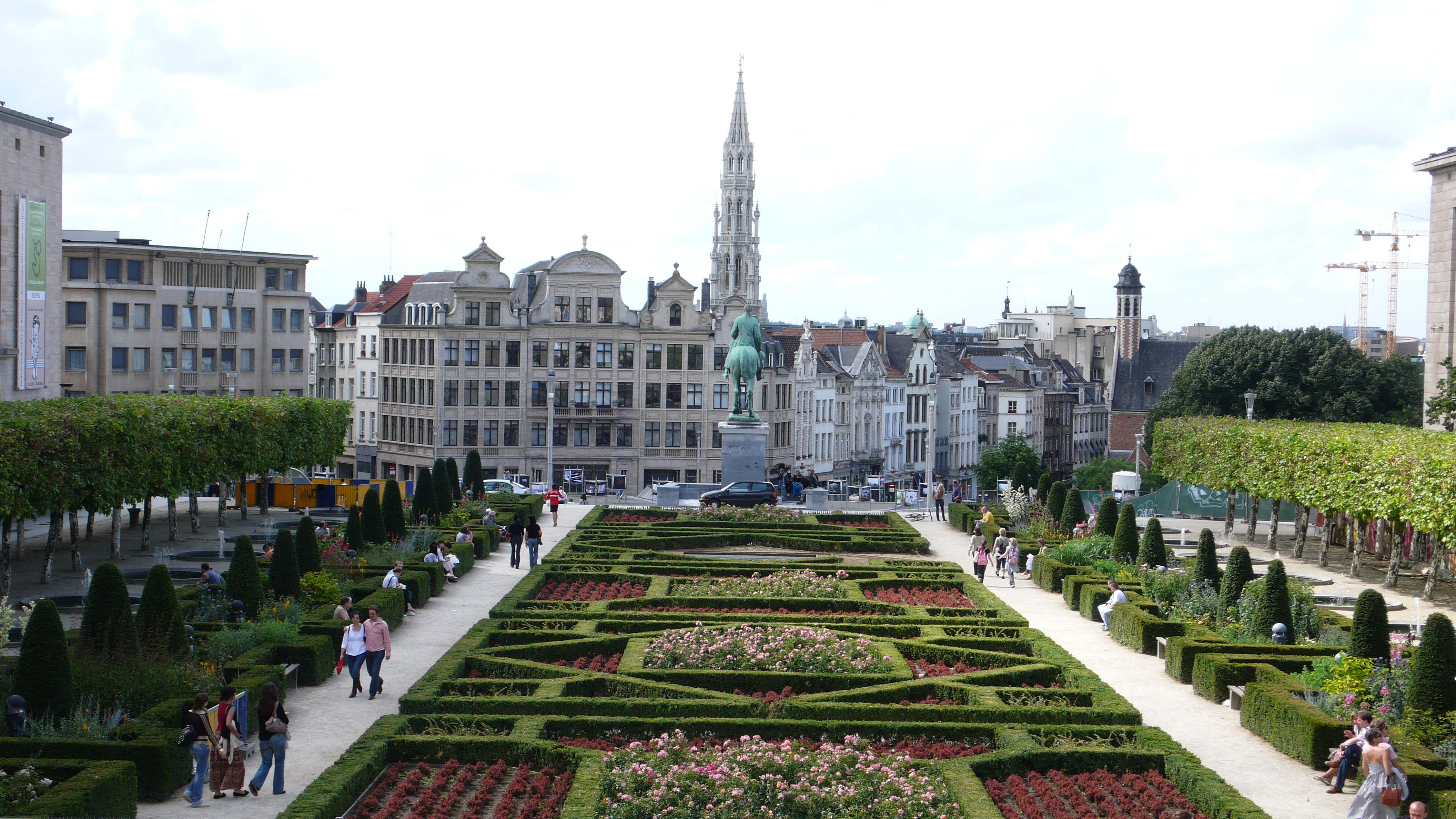
Tuin van de Kunstberg ontworpen door Pechère

René Pechère (Elsene, 12 februari 1908 – 9 mei 2002), was een invloedrijke Belgische tuinarchitect, bekend vanwege zijn vele tuinontwerpen waaronder de tuinaanleg van de  Brusselse Expo 58.

## Biografie
De ontwerper startte zijn carrière van tuinontwerper als stagiair bij Jules Buyssens, die de Brusselse stadstuinen ontwierp in de periode voor de Tweede Wereldoorlog. Voor de Parijse wereldtentoonstelling van 1937 tekende hij de tuin van het Belgisch paviljoen. Daarna volgde opdrachten voor de kasteeltuinen  van het domein Belœil van de prinsen De Ligne en het domein Argenteuil voor Leopold III van België. Ook tekende hij het ontwerp van het bovenste gedeelte van de Brusselse Kruidtuin en de Tuin van de Kunstberg in het centrum van Brussel.

De Brusselse Wereldtentoonstelling van 1958 bezorgde Pechère een grote bekendheid toen hij in grote mate het uitzicht van het domein van de Expo bedacht. Dit omvatte 20 ha groenpartijen en een aantal geïsoleerde tuinen. 

Daarna ontwierp hij de rigide langgerekte tuin in de schaduw van de hoge Brusselse Financietoren, achter het Rijksadministratief Centrum. In het totaal heeft hij een 900-tal publieke- en privétuinen ontworpen.

Internationaal ijverde Pechère voor behoud en restauratie van historische tuinen en parken. Zo was hij een inspirator voor het Charter van Firenze, waardoor ICOMOS een eerste stap zette naar de bescherming van cultuurhistorische sites wereldwijd.

## Tuin bij de woning van Alice en Daniel van Buuren
In 1968 ontwierp hij voor de 1,2 ha metende tuin van de art decowoning van de bankier David van Buuren in Ukkel een doolhof en een hartentuin op een hellend terrein. Dit labyrint uit taxushagen vormt een kronkelend pad van 500 meter, voorzien van zeven bronzen van de hand van beeldhouwer André Willequet.

## Tentoonstelling
Tot 19 september 2008 liep in het CIVA in Elsene een tentoonstelling over het werk van Pechère met als titel Achter de schermen van de tuinen van de Expo '58.